# Bản Phù
Bản Phù (chữ Hán giản thể: 板芙镇, âm Hán Việt: Bản Phù trấn) là một trấn thuộc thành phố Trung Sơn, tỉnh Quảng Đông, Cộng hòa Nhân dân Trung Hoa. Bản Phù có dân số thường trú 30.000 người, dân số ngoại lai 60.000 người. Về mặt hành chính, trấn này được chia thành 1 xã khu và 10 thôn.
- Xã khu: Bản Phù.
- Thôn: Bản Phù, Bản Vĩ, Tứ Liên, Lục Vi, Quảng Phúc, Thâm Loan, Lý Khê, Kim Chung, Bạch Khê, Hồ Châu.